# Černohorské knížecí biskupství
Černohorské knížecí biskupství (srbsky Митрополство Црногорско, psáno v latince Mitropolstvo Crnogorsko) bylo v letech 1516–1852 pravoslavné církevní knížectví na Balkánském poloostrově v rozsahu novodobé republiky Černé Hory. V průběhu jeho existence byli Černohorci často nuceni odrážet útoky osmanských Turků, kteří ovšem Černou Horu nikdy zcela neovládli. Díky tomu také na rozdíl od okolí (Albánie, Bosna a Hercegovina) nepodlehli islamizaci.

## Historie

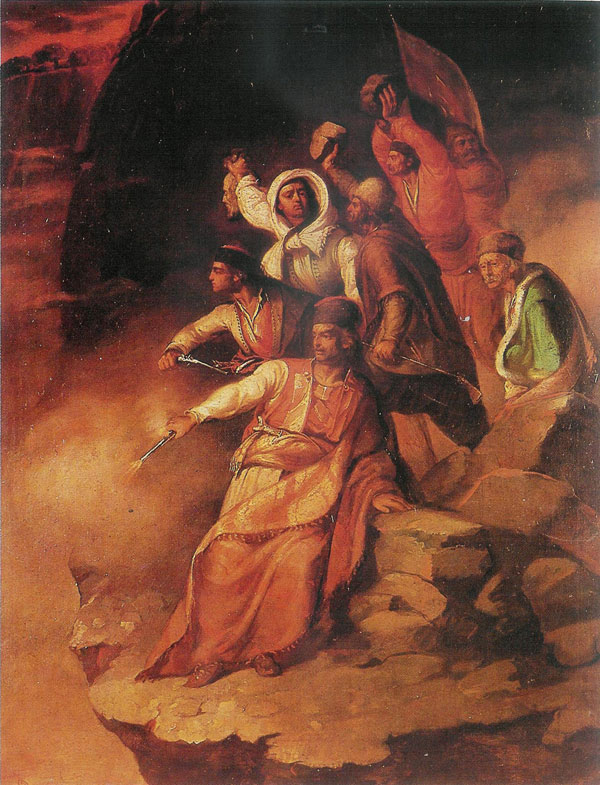
Povstání Černohorců, obraz z 19. století

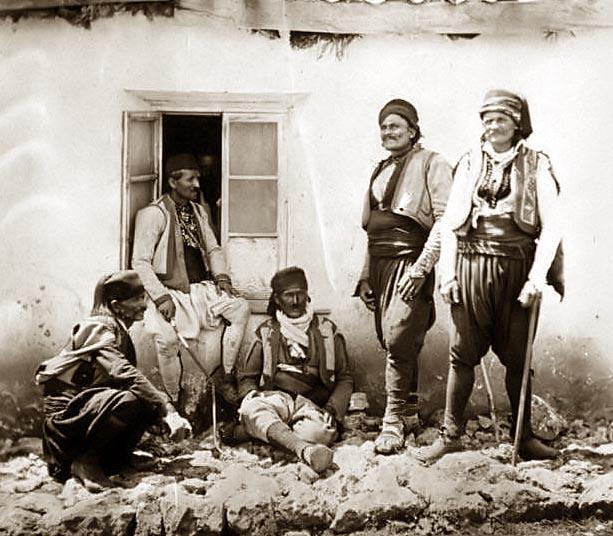
Černohorci v 19. století

Od 10. století tu existovalo po několik dalších století knížectví Zeta, než jej v 15. století vyvrátili postupující Turci. Část obyvatel Zety se s tím nesmířila a uprchla do nepřístupných horských oblastí, kde založila nezávislý stát nazvaný „Černá Hora“. Izolace od okolního světa tak státeček sice ochránila před dobytím, na druhou stranu však brzdila jakýkoliv společenský a technický pokrok. Společnost byla rozdělená na klany.
V roce 1516 světský kníže Durad V. Crnojević odstoupil ve prospěch arcibiskupa Vavila, který přeorganizoval Černou Horu v teokratický stát pod nadvládou voleného knížete-biskupa (vladyky) z Cetinje, což byla pozice předána roku 1697 Petrović-Njegošovou rodinou z rodu Ridani ze strýce na synovce, jelikož biskupům nebylo dovoleno se ženit. V 17. století vydal osmanský sultán listinu, v níž – pod ruským tlakem – potvrdil samosprávnost Černé Hory. Následně černohorský sněm zvolil vladykou Danila Ščepčeviče z rodu Petrovičů-Njegoš. Tato dynastie pak vládla v Černé Hoře až do roku 1918, její postavení ovšem bylo až do poloviny 19. století vratké a reálnou moc neměla. Byť vladykové jako Petr I. Petrovič nebo jeho nástupce Petr II. Petrovič dokázali část moci vybojovat a druhý z nich například začal vybírat daně.
Petr II. Petrović-Njegoš, snad nejvlivnější vladyka Černé Hory, vládl v první polovině 19. století. Podle osmanského kronikáře Evliji Celebiji byli ortodoxní Černohorci „čistí původní Chorvaté“, což pronesl, když navštívil oblast Piva v roce 1664.
Až do roku 1852 reálně vládli pravoslavní metropolité se sídlem v Cetinji. V roce 1851 se stal vladykou Danilo II. Petrović-Njegoš, ale roku 1852 se vzdal církevní hodnosti a oženil se, přijal titul knížete (knjaze) jako Danilo I. a svou zem přeorganizoval na čistě světskou dědičnou monarchii pod vládou dynastie Petrović-Njegoš, čímž vzniklo Černohorské knížectví.